# 莫斯科鱼雷足球俱乐部
莫斯科鱼雷足球俱乐部（俄語：Футбольный клуб "Торпедо" Москва）是一支位于俄罗斯莫斯科的职业足球俱乐部，创办于1924年，曾经使用过这样几个名字：
- Proletarskaya kuznitsa（1924–31）
- AMO（1931–32）
- ZIS（1933–35）
- 鱼雷（Torpedo）（1936-1995）
- 鱼雷-卢日尼基（Torpedo-Luzhniki）（1996–97）
- 鱼雷（Torpedo）（1998起）

莫斯科鱼雷足球俱乐部曾经获得过3次苏联足球联赛冠军 (1960, 1965, 1976秋)， 6次苏联杯冠军(1949, 1952, 1960, 1968, 1972, 1986)， 1次 俄罗斯杯冠军 (1993)，以及三次出现在欧洲冠军杯以及欧洲联盟杯的四分之一决赛赛场上。

## 近況
球隊在2014年曾經成功升班至俄超，在2014/15球季取得第15位的成績 (即尾二)，按例降班，惟由於出現財政困難，被罰連降兩級。2017年獲俄國富商注資，隨即見起色，在2018/19球季升班取得俄乙中央組冠軍而重返俄甲。